# Васкес Игарса, Реньер
Реньер Васкес Игарса (исп. Renier Vázquez Igarza; род. 8 января 1979, Куба) — испанский шахматист кубинского происхождения, гроссмейстер (2007).
Проживает в Испании с 2002 года. В составе сборной Испании участник трёх Всемирных шахматных олимпиад (2014, 2016, 2018) и двух командных чемпионатов Европы (2013, 2015).
Чемпион Испании по рапиду (2017). Многократный абсолютный чемпион Мадрида по шахматам (2003, 2004, 2006—2008).
С 2023 года выступает за Кубу.

## Изменения рейтинга
| Графики недоступны из-за технических проблем. См. информацию на Фабрикаторе и на mediawiki.org. |